# شوقي فرين
شوقي فرين (بالإنجليزية: Chawky Frenn)‏ أمريكي (ولد في زحلة بلبنان) هو فنان ومؤلف وأستاذ فنون، يُدَرِّس حاليا الفن في جامعة جورج ماسون في شمال فرجينيا، لوحاته واقعية للغاية لها عناصر اجتماعية وسياسية قوية، فرين باحث سابق في برنامج فولبرايت، ويقيم حاليًا في منطقة واشنطن العاصمة.

## النشأة والتعليم
هاجر فرين إلى الولايات المتحدة في عام 1981 وعاش لعدة سنوات في بوسطن حيث درس الفن وتلقى شهادة بكالوريوس الفنون الجميلة (BFA) من كلية ماساتشوستس للفنون والتصميم ‏ في بوسطن في ماساتشوستس عام 1985 وأكمل ليحصل على درجة الماجستير في الفنون من مدرسة تايلر للفنون ‏ بجامعة تيمبل في فيلادلفيا في بنسلفانيا، وفي تيمبل أبرود في روما بإيطاليا في عام 1988، قام بتدريس الفن في كلية بريدجووتر الحكومية في بريدجووتر في ماساتشوستس وكلية مونتسيرات للفنون ‏ في بيفرلي بماساتشوستس وجامعة إيدنبورو بولاية بنسلفانيا ‏ في إيدنبورو في بنسلفانيا، وهو حاليًا أستاذ مشارك في جامعة جورج ماسون في فيرفاكس بفرجينيا، حيث حصل على جائزة التميز في التدريس في عام 2009.

## المعارض
عرض فرين على نطاق واسع في الولايات المتحدة وأوروبا والشرق الأوسط، وتم استعراض أعماله على نطاق واسع من قبل الصحف الكبرى وكبار نقاد الفن، تم عرض أعماله في معهد هويت للفنون الجميلة في نيو كاسل في بنسيلفانيا، ومتحف هاوساتونيك للفنون ‏  في بريدجبورت في كونيتيكت ومتحف إري للفنون ‏ في إري متحف آرنوت للفنون ‏ في الميرا بنيويورك،  ومتحف سرسق في بيروت بلبنان، كما توجد أيضًا لوحات فرين في المجموعة الدائمة لمتحف هاوساتونيك للفنون في بريدجبورت  ومتحف سبرينغفيلد للفنون في سبرينغفيلد في أوهايو.

### المعارض الفردية
- 1985 سبب الوجود، معرض البرج، كلية ماساتشوستس للفنون والتصميم في بوسطن ماساتشوستس[1]
- 1987 السعي، معرض تايلر، مدرسة تايلر للفنون في فيلادلفيا بنسلفانيا[1]
- 1988 مأساتك هي الألغام، معرض معبد في الخارج في روما إيطاليا
- 1988 مأساتك هي الألغام، كنيسة سان لورينزو ماجوري في ميلانو إيطاليا
- 1991 التأمل النشط، معرض لورا نوت، كلية برادفورد في برادفورد ماساتشوستس[16]
- 1991 رؤساء دمى، معارض جوفورث ريتينهاوس في فيلادلفيا بنسلفانيا[16]
- 1992 طريق حي، معرض مكيلوب، جامعة سالفي ريجينا في نيوبورت[16]
- 1993 العزلة المشتركة، معرض لوي في أتلانتا جورجيا
- 1993 متهور السلام، معرض الألف في واشنطن العاصمة[1]
- 1994 أعمال كبيرة من الحجم والتأثير المفاجئ، مركز الفنون في هارغيت، مدرسة سانت بول في كونكورد[1]
- 1995 الفن من أجل الحياة، مركز كارنيجي للفنون في كوفينجتون في كنتاكي[17]
- 1996 قبر إلى رحم، معرض أندرسون، كلية بريدجووتر الحكومية في بريدجووتر ماساتشوستس[3]
- 1996 المحادثة المقدسة، معرض برومفيلد في بوسطن في ماساتشوستس[3]
- 1997 المحادثة المقدسة غمعرض أولاف كلاسين في كولونيا ألمانيا[3]
- 1997 صمت، معرض سبنتريون، مارك أون بارول في فرنسا[3]
- 1998 تجول، معرض فوس في دوسلدورف في ألمانيا[9]
- 2003-04 للعرض أو بالتأكيد؟ ممر معرض جيويت العلوي، كلية دارتموث في هانوفر [2]
- 2000 ثاناتوس وإيروس، معرض العواطف في بروفينستاون ماساتشوستس[2]
- 2000-02 إك هومو، معرض السفر: متحف هاوساتونيك للفنون[18]
- مركز جونسون ومعارض الفنون الجميلة، جامعة جورج ميسون في فيرفاكس فرجينيا. 15 يناير-9 فبراير 2001[19]
- مركز الفنون في هارغيت، مدرسة سانت بول في كونكورد، 11 يناير-9 فبراير 2002
- معرض سارات، جامعة فاندربيلت في ناشفيل تينيسي، 2-27 نوفمبر 2000[20]
- معهد هويت للفنون الجميلة، القلعة الجديدة، 24 أبريل-25 مايو 2001[21]
- 2002 ثاناتوس وإيروس، معرض الأفق، سانتا في في نيو مكسيكو[22]
- متحف الحسونات للفن، بريدجبورت، 8 يونيو-20 يوليو 2001
- متحف إيري للفن في ايري، 22 سبتمبر-28 ديسمبر 2001
- 2002 التكلفة المقدسة، معرض فريزر في بيثيسدا[23]
- 2004 الولايات المتحدة و THEM، معرض فريزرفي بيثيسدا[24]
- 2005 ما هي الحقيقة؟ واشنطن الاتحاد اللاهوتي في واشنطن العاصمة[25][26]
- 2006 الفن من أجل الحياة، مركز الفنون، الجامعة الأمريكية في بيروت بلبنان[3]
- 2006 إنسان ليس إنسانًا بشدة معرض فريزر في بيثيسدا [27]
- 2007 ميسا برو بيس، مركز أرلينغتون للفنون، في أرلينغتون فرجينيا[1]
- 2009 هل يمكن للبشرية أن تنقذ نفسها؟ مركز لامار دود للفنون، كلية لاغرانج في لاغرانج جورجيا[28]
- 2012 التأمل: العالمي في الشخصية، معرض سينثيا نهرا للفنون في بيروت لبنان[17]
- 2012 كن التغيير الذي تبحث عنه! مركز بلاك روك للفنون، جيرمانتاون[29][30][31]
- 2013 نحن الشعب، معرض هيس، كلية باين مانور، الكستناء هيل[32][33]
- 2014 نحن الشعب، معرض نيستور، أكاديمية ميلتون في ميلتون[34]

### معارض المتاحف والمعارض الفنية الدولية
- 1986 صالون أبريل الوطني، متحف سبرينغفيل للفنون في سبرينغفيل في يوتا
- 1987 مهرجان هاريسبورج للفنون، متحف ولاية بنسلفانيا في هاريسبورج بنسلفانيا
- صالون أبريل الوطني، متحف سبرينغفيل للفنون في سبرينغفيل يوتا
- 1989 معرض سبرينغفيلد للفنون، الدورة السبعون، متحف سبرينغفيلد للفنون الجميلة ومتحف جورج ووكر فنسنت سميث في سبرينغفيلد ماساتشوستس
- 1991 مسابقة سبتمبر السنوية العاشرة، متحف الإسكندرية للفنون في الإسكندرية
- معرض جريد، متحف أتلبورو في أتلبورو ماساتشوستس
- 1992 ANA 21، متحف هولتر للفن في هيلينا مونتانا
- 1993 معرض 28 السنوي، معهد الفنون الجميلة في متحف مقاطعة سان بيرناردينو في ريدلاندز كاليفورنيا
- مسابقة الشتاء الدولية، متحف فلوريدا للفن اللاتيني وأمريكا اللاتينية، ميامي
- 1994 معرض هويت الوطني للفنون، معهد هويت للفنون الجميلة في القلعة الجديدة
- معرض جزيرة ستاتن المقام كل سنتين، معهد جزيرة ستاتين للفنون والعلوم في جزيرة ستاتن نيويورك
- 1995 صالون الخريف التاسع عشر، متحف سرسق في بيروت لبنان
- المعرض السنوي الثلاثين، معهد الفنون الجميلة في متحف مقاطعة سان بيرناردينو في ريدلاندز كاليفورنيا
- 1997 صالون الخريف الحادي والعشرون، متحف سرسق في بيروت لبنان
- 1998 صالون الخريف الثاني والعشرون، متحف سرسق في بيروت لبنان
- مسابقة 16 سبتمبر السنوية، متحف الإسكندرية للفنون في الإسكندرية
- أصوات جديدة/رؤى جديدة، المتحف الجديد البديل في نيويورك
- معرض الفن المعاصر السادس عشر، فن بروكسل، يمثلها معرض فوس في بروكسل بلجيكا
- 2001-02 إعادة تقديم التمثيل 5، متحف الفن أرنو في الميرا نيويورك
- 2001 متحف هاوساتونيك للفنون في بريدجبورت كونيتيكت[35]
- 2002 معرض الفنون بأسعار معقولة، Gescheidle في نيويورك
- 2004 معرض الفن المعاصر العشرين MAC 2000 في باريس فرنسا
- 2005 معرض الفنانين السنوي الثالث والسبعين لوادي كمبرلاند، متحف مقاطعة واشنطن للفنون الجميلة في هاجرستاون
- 2006 بطيئة الطلاء: عصر النهضة، متحف جامعة أوغليثورب للفنون في أتلانتا جورجيا [36]
- 2007 آخن إلى أرلينغتون/أرلينغتون إلى آخن: تصوير المسافة، منتدى لودفيج للفن الدولي في آخن ألمانيا، المنسقون: هارولد كوندي -مدير منتدى لودفيغ للفن الدولي في كونست- وكلير هوشل وكارول لوكيش.[37][38]
- معرض ARTDC واشنطن الدولي السنوي الأول للفن الحديث والمعاصر، 27-30 أبريل مركز مؤتمرات واشنطن في واشنطن العاصمة
- معرض 280، متحف هنتنغتون للفنون في هنتنغتون
- التقارب: فن جديد من لبنان، متحف جامعة كاتزن الأمريكية في واشنطن العاصمة[39][40]
- 2012 الحقيقة المجلفنة-تحية لجورج نيك، متحف مجمع دكسبوري للفنون. في دكسبوري ماساتشوستس [41]
- 2013 معرض بيروت للفنون، 19-22 سبتمبر، معرض سينثيا نهرا للفنون، مركز بيروت الدولي للمعارض والترفيه (BIEL) في بيروت لبنان[17]
- معرض بيروت بلوم للفن المعاصر، 17-27 أبريل، معرض سينثيا نهرا للفنون في بيروت لبنان[17]
- معرض بيروت للفنون 2014، 19-21 سبتمبر. معرض سينثيا نهرا للفنون، مركز بيروت الدولي للمعارض والترفيه (BIEL) في بيروت لبنان[17]
- 2019 نصف القطر 250، 22 مارس - 21 أبريل 2019، فضاء الفن في ريتشموند فرجينيا.[42]

## كتب
ألَّف فرين الكتب التالية 
- 100 أتلين فنانين بوسن: كتب شيفر. (ردمك 978-0764344039)
- 100 أـلين رسامين بوسطن: كتب شيفر. (ردمك 978-0764339769) ISBN   978-0764339769
- الفن من أجل الحياة [44] الفنون الجميلة للاستشارات والنشر. (ردمك 978-9953004846) ISBN   978-9953004846
- إك هومو[45] نصار للتصميم: بيروت في لبنان. (أمازون B0016RH0RW)

## التعليقات
وصفته مراجعة لصحيفة نيويورك تايمز في عام 2001 بأنه «رسام قام بتدبير الوضع المجازي، وهذا الإنجاز يمنحه ترخيصًا لنقل أي شيء يريده بما في ذلك الموضوع الكبير: المعنى المراوغ للوجود الإنساني.»
أضافت مقالة في واشنطن بوست في عام 2004 أن فرين هو «فنان فنان (على عكس فنان ناقد).»  وفي نفس العام عند مناقشة معرض لأعمال فرين في دارموث أشارت صحيفة ذا ديلي ستار إلى أنه «قد تعتقد أن الأمر سيستغرق الكثير من الجهد لإبراز فنان مثل داميان هيرست لكن شوقي فرين قام بذلك في وقت مبكر من هذا العام بسهولة.»
كتب الناقد الفني الأمريكي دونالد كوسبيت ‏ «إنه يبني فضاءً روحانيًا يمكن أن يشعر فيه الجمهور المعاصر بالعاطفة في المنزل بغض النظر عن إثارة المشاعر التي تثيرها صوره فيهم».
وصفت مجلة واشنطن لايف فرين في عام 2009 بأنه «فنان بصري مؤثر في منطقة المترو». 

## مواقع خارجية
- موقع الفنان
- سلسلة الرؤية: "شوقي فرين-" الفن والعدالة الاجتماعية "محاضرة تلفزيون جامعة جورج ماسون، 4 فبراير 2013